# Donbas

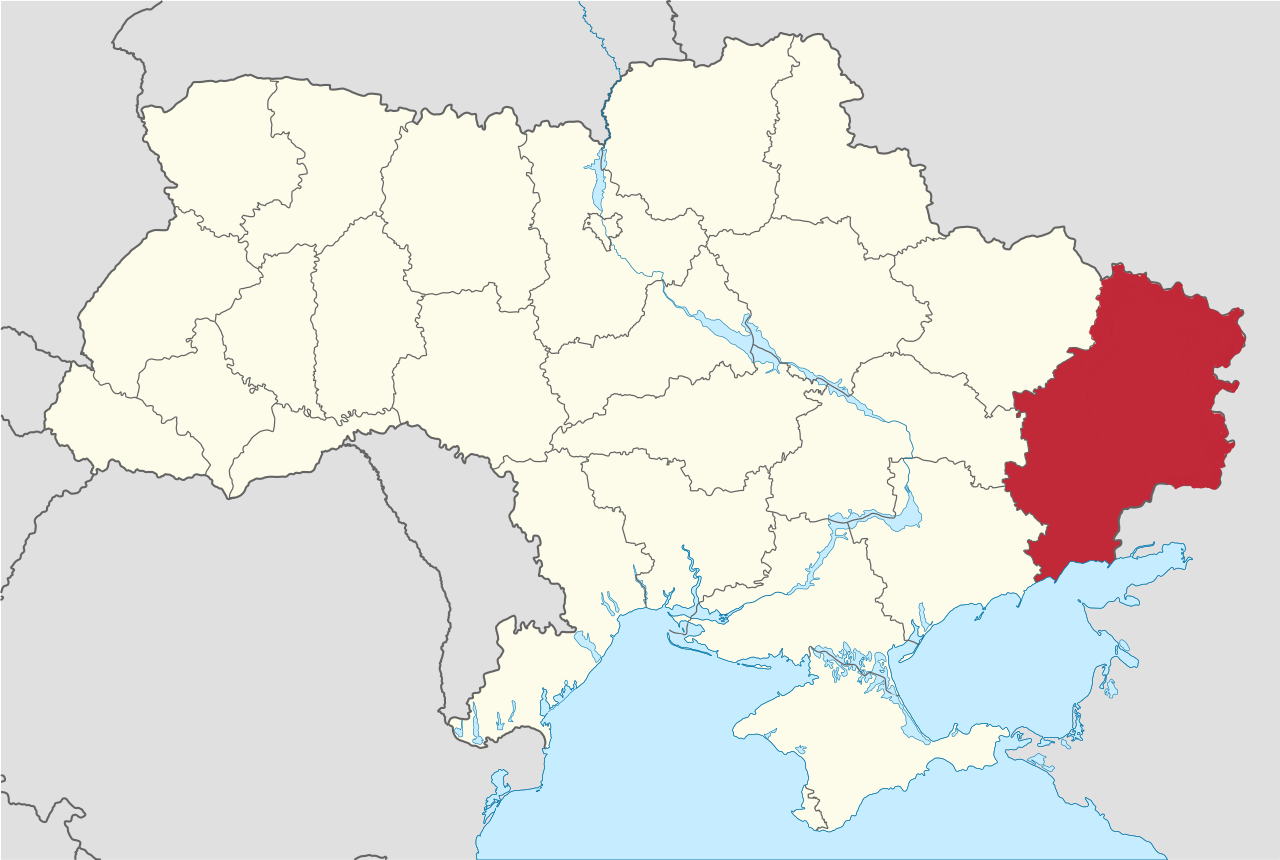
Harta Donbasului, cu cele două regiuni componente

Donbas (în ucraineană Донбас; de asemenea Bazinul carbonifer Donețk = Донецький вугільний басейн) este o regiune istorică, economică și geografică în estul Ucrainei, care include regiunile Donețk și Luhansk.
Donbasul este o zonă majoră de extragere a cărbunelui începând cu sfârșitul secolului al XIX-lea, devenind un teritoriu puternic industrializat, care suferă în prezent de degradare urbană și poluare industrială. Regiunea actuală este cea mai dens populată din toate regiunile Ucrainei (cu excepția capitalei = Kiev). Orașul Donețk este considerat capitala informală a Donbasului. Regiunea se mărginește cu Rusia (regiunea Rostov) în est.
Din punct de vedere etnic și lingvistic Donbasul, adică cele două regiuni componente, deține cea mai numeroasă populație rusofonă din țară; astfel potrivit recensământului ucrainean din 2001, populația regiunii constituia: 7,365,754 dintre care ucraineni 57,24% și, respectiv ruși 38,50%. În același timp, rusa a fost declarată limbă maternă de către 76% din populația totală, iar ucraineana doar de către 23% din locuitori.
Astăzi majoritatea meleagului Donbas este condus de republicile "populare" Donețk și Luhansk.